# Jeroen Vervoort
Jeroen Vervoort (Tilburg, 18 juni 1956) is een voormalige Nederlandse roeier. Hij nam eenmaal deel aan de Olympische Spelen, maar won bij die gelegenheid geen medaille.
Op de Olympische Spelen van 1980 in Moskou nam Vervoort deel aan het roeien op het onderdeel dubbelvier. In de tweede serie van de eliminaties werd de ploeg vijfde in 6.28,25, en in de eerste serie van de herkansing derde in 6.05,19. Vervolgens mocht de Nederlands dubbelvier starten in de kleine finale. Met een tweede plaats in 6.02,28 eindigde ze op een achtste plaats overall.
Vervoort was lid van de roeivereniging Nautilus in Rotterdam.

## Palmares

### roeien (twee zonder stuurman)
- 1977: 11e WK - 7.28,29

### roeien (dubbelvier)
- 1979: 12e DNS WK
- 1980: 8e OS - 6.02,58

Victor Scheffers · 
Jeroen Vervoort · 
Rob Robbers · 
Ronald Vervoort